# Margites sulcicollis
Margites sulcicollis är en skalbaggsart som beskrevs av Charles Joseph Gahan 1893. Margites sulcicollis ingår i släktet Margites och familjen långhorningar.
Artens utbredningsområde är Burma. Inga underarter finns listade i Catalogue of Life.